# Saint-Bazile-de-Meyssac
 Saint-Bazile-de-Meyssac  là một xã thuộc tỉnh Corrèze trong vùng Nouvelle-Aquitaine miền trung Pháp.